# Axinella centrotylota
Axinella centrotylota är en svampdjursart som beskrevs av Pansini 1984. Axinella centrotylota ingår i släktet Axinella och familjen Axinellidae. Inga underarter finns listade i Catalogue of Life.